# VAIO

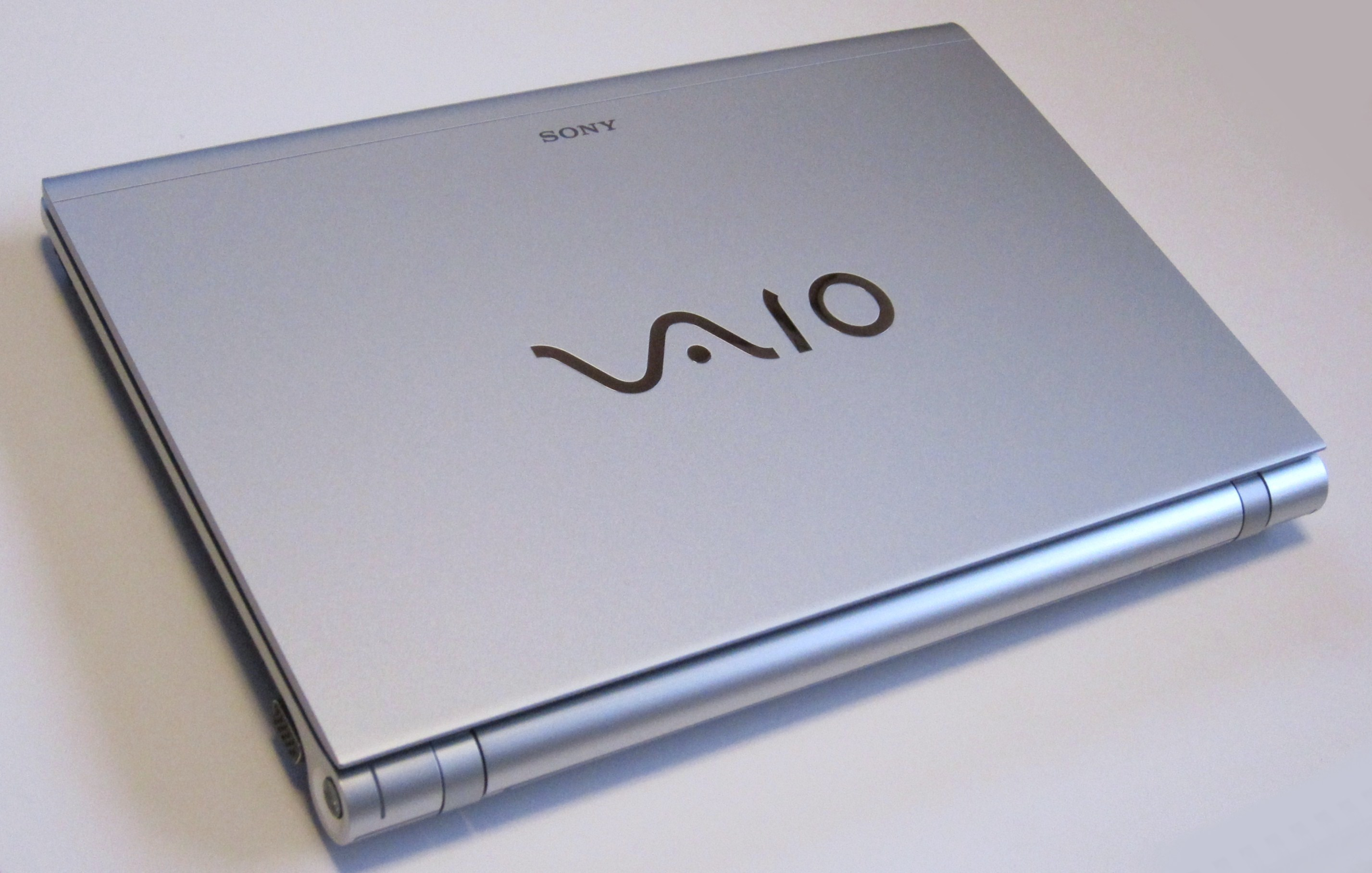
Dòng SONY VAIO VPCZ119FJ/S

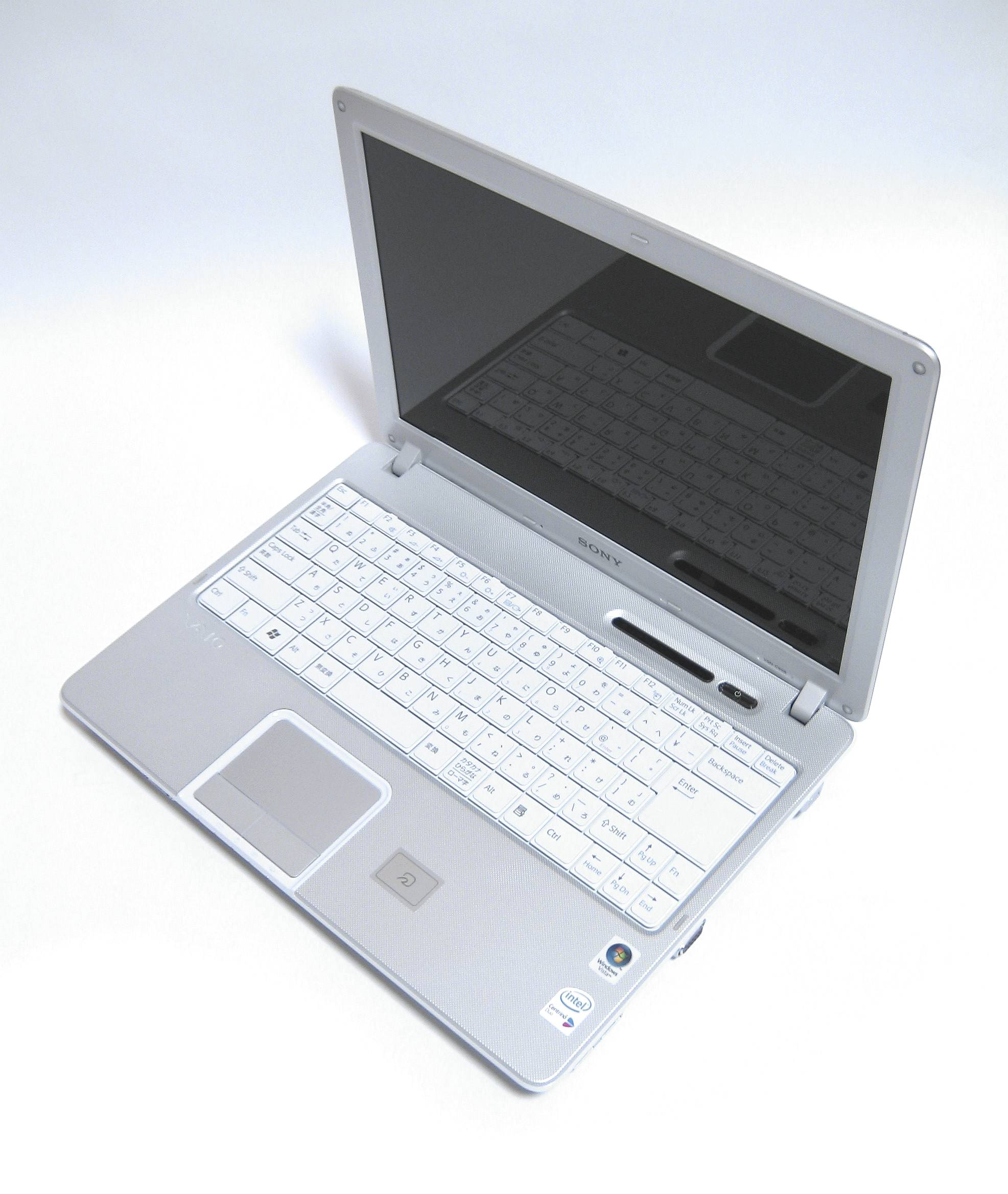
Dòng Sony VGN-C90S

VAIO (phiên âm tiếng Anh: / vaɪ.oʊ /) là một thương hiệu nhánh của Sony dành cho nhiều dòng sản phẩm máy tính cá nhân. VAIO ban đầu là từ viết tắt của Video Audio Integrated Operation, sau đó được sửa đổi thành từ viết tắt của Visual Audio Intelligence Organizer vào năm 2008 để chào mừng kỷ niệm 10 năm của thương hiệu Sony. Thương hiệu VAIO do Timothy Hanley xây dựng nên để phân biệt các sản phẩm tích hợp âm thanh và hình ảnh đáp ứng nhu cầu người tiêu dùng với các sản phẩm máy tính thông thường, chẳng hạn như dòng máy tính cá nhân Sony VAIO W không chỉ có chức năng như một máy tính thông thường mà còn tích hợp một trung tâm giải trí thu nhỏ. Mặc dù Sony đã chế tạo máy tính từ những năm 1980 dành riêng cho thị trường Nhật Bản, công ty này đã rút khỏi việc kinh doanh máy tính vào khoảng sau của thập kỷ này. Năm 1996, Sony bắt đầu quay trở lại thị trường máy tính toàn cầu dưới thương hiệu mới VAIO với dòng máy tính để bàn PCV. Biểu tượng thiết kế của VAIO cũng đại diện cho sự tích hợp công nghệ tương tự (analog) và công nghệ kỹ thuật số, trong đó VA đại diện cho một làn sóng tín hiệu analog và IO đại diện cho một mã nhị phân. Nhưng do doanh số không được cải thiện đáng kể nên từ tháng 02.2014. VAIO chính thức được Sony bán lại cho Japan Industrial Partners.

## Các dòng sản phẩm chính
- Vaio® Fit

Vaio® Fit multi-flip™ PC (Vaio® Fit 13A/14A): được thiết kế  để tối đa khả năng của chiếc máy tính và tối ưu các hoạt động chạm. Bằng cách lật và chuyển đổi linh hoạt giữa chế độ máy tính, máy tính bảng và các chế độ trình chiếu, VAIO® Fit mở ra cánh cửa đến một trải nghiệm máy tính mới với các công nghệ nghe nhìn đỉnh cao của Sony, và một giải pháp sử dụng bút phong phú cho bạn trải nghiệm.
Vaio® Fit 14/15: là chiếc máy tính tối ưu cho cả công việc và giải trí của bạn. Chất lượng hình ảnh rõ nét, sống động được tạo ra bằng những công nghệ nâng cao hình ảnh độc đáo của Sony trên VAIO. Màn hình hỗ trợ cảm ứng hoạt động linh hoạt và tiện lợi hơn. Thiết
kế nổi bật biểu trưng cho chất lượng và đa năng thể hiện xuyên suốt qua sự tinh giản và thanh thoát của chiếc máy.
Vaio® Fit 14E/15E
- Vaio® PRO
- Vaio® Tap
- Vaio® Duo